# Christian Pescatori
Pour les articles homonymes, voir Pescatori.
Christian Pescatori (né le 1er décembre 1971 à Brescia, en Lombardie) est un pilote automobile italien.

## Biographie
À la fin du mois de janvier 2017, il est nommé directeur technique de l'écurie Cetillar Villorba Corse.

## Carrière
- Championnat d'Italie de Formule 3
  - Participation de 1991 à 1993
  - non classé en 1991, 14e en 1992, champion avec une victoire en 1993

- Championnat de Grande-Bretagne de Formule 2
  - 7e avec une victoire en 1994

- Formule 3000
  - Participation de 1994 à 1996
  - 17e en 1994, 9e en 1995, 10e en 1996

- Championnat italien de Super-Tourisme, 11e en 1998

- FIA Sportscar
  - Participation de 1999 à 2001 avec le JMB Racing
  - 3e en 1999, champion en 2000, 8e en 2001

- FIA GT
  - 33e en 1997 avec la BMS Scuderia Italia
  - Champion dans la catégorie N-GT en 2001 avec le JMB Racing

- 24 Heures du Mans
  - Six participations entre 1997 et 2006
  - Deux fois 2e en 2001 en 2002 avec le Joest Racing

- American Le Mans Series
  - Vainqueur des 12 Heures de Sebring en 2002 avec le Joest Racing

- Le Mans Series
  - Vainqueur des 1 000 kilomètres de Monza et des 1 000 kilomètres d'Istanbul dans la catégorie GT1 en 2005
  - Champion dans la catégorie GT1 en 2005 avec la BMS Scuderia Italia